# بوئینگ تی-۴۳
بوئینگ تی-۴۳ (به انگلیسی: Boeing T-43) یک هواپیمای ساختِ بوئینگ در کشور ایالات متحده آمریکا است. نخستین استفاده‌کنندهٔ این هواپیما نیروی هوایی ایالات متحده آمریکا بوده‌است. این هواپیما در ۱۰ مارس ۱۹۷۳ میلادی نخستین پرواز خود را انجام داد.